# Зграда Златно јагње (Дом војске)
Зграда Златно јагње (Дом Војске) у Суботици је изграђена 1857. године као Хотел „Бело јагње” (мађ. Bárányi szálodafogadó) и представља непокретно културно добро као  споменик културе.

## Архитектура
Првобитно зграда је била приземна у којој је била кафана у власништву Андраша Лихтнекера, све до прве велике адаптације 1886. године, када је архитекта Геза Коцка подигао спрат у стилу еклектике. По пројекту Титуса Мачковића, 1904. године, објекат је потпуно преуређен и преграђен у стилу минхенске сецесије, са савршеним складом декорације, облика, отвора столарија, са употребом карактеристичне стаклене маркизете, уништене у бомбардовању у Другом светском рату. 
Чеону фасаду одликује једноставност, са троделном вертикалном поделом асиметрично постављеног ризалита. Приземље је решено лучним овалним аркадама, које су у лучном делу биле испуњене витражом од којих се најдоминантнији протеже читавом ширином ризалита, а бочно је такође дрвени двокрилни портал са застакљним светларником, такође некада испуњен витражом. Три прозора на ризалиту су у облику издуженог правоугаоника. Изнад ризалита је постављена атика са овалним завршетком која носи флорални рељеф. Приликом ове адатације прочеона фасада је добила сецесијско облик, као и у ентеријеру главне сале и предворја, степеништа и прозорских отвора на бочној фасади. Ентеријер осталих просторија и фасада задржао је првобитне стилске карактеристике еклектике, из друге половине 19. века.